# Bettina Lindmeier
Bettina Lindmeier (* 1967) ist eine deutsche Sonderpädagogin und Hochschullehrerin.

## Karriere
Sie studierte „Lehramt an Sonderschulen“ (mit den Schwerpunkten Verhaltensgestörten- und Lernbehindertenpädagogik/Hauptschuldidaktik) an der Universität Würzburg. Danach promovierte sie ebendort zu dem Thema Zu den Anfängen der Erziehung schwieriger Kinder bei Johann Hinrich Wichern und habilitierte sich im Fach Allgemeine Behindertenpädagogik. Heute ist sie Professorin für „Allgemeine Behindertenpädagogik“ an der Universität Hannover.
Ihre Arbeitsschwerpunkte sind Teilhabe behinderter Menschen/Inklusion, Frühkindliche Bildung und Erziehung, Berufliche Bildung und berufliche Integration behinderter Menschen und Wohnen und Alter behinderter Menschen. 

## Veröffentlichungen (Auswahl)
- Christian Lindmeier, Bettina Lindmeier: Pädagogik bei Behinderungen und Benachteiligung. Kohlhammer Verlag, Stuttgart 2012, ISBN 978-3-17-019808-1.